# ألما مودي
ألما مودي (بالإنجليزية: Alma Moodie)‏ هي عازفة كمان أسترالية، ولدت في 12 سبتمبر 1898 في روكامبتون في أستراليا، وتوفيت في 7 مارس 1943 في فرانكفورت في ألمانيا.

## وصلات خارجية
- ألما مودي على موقع ميوزك برينز (الإنجليزية)